# Castello des Rives
Das Castello des Rives (frz.: Château des Rives) ist die Ruine einer Höhenburg auf dem Moränenhügel „Saint-Clair“ in Châtillon im Aostatal.

## Beschreibung
Die Burg, von der heute nur noch eine einsturzgefährdete Mauer und die Burgkapelle erhalten sind, wurde erstmals 1242 bei einer Lehenslistung urkundlich erwähnt. Der Sage nach soll sie dem Templerorden gehört haben, eine Hypothese, die wegen der möglichen Existenz eines Hospitaliterordens im Aostatal nicht zu widerlegen ist. Auf dem heutigen Saint-Clair-Hügel gab es damals der Sage nach neben der Siedlung Châtillon eine weitaus größere Siedlung.
Laut dem Geschichtswissenschaftler Jean-Baptiste de Tillier wurde die Siedlung Saint-Clair bei einer Überschwemmung der Dora Baltea zerstört, was die Überlebenden dazu veranlasste, künftig in Châtillon zu leben. Die Burg wurde nach und nach aufgegeben und verfiel mit der Zeit zu einer Ruine; vermutlich wurde sie auch als Steinbruch genutzt. Tatsächlich existieren keine Aufzeichnungen über die Burg nach dem Jahr 1242.

## Kapelle von Saint-Clair
Neben den Mauerresten blieb auch die Burgkapelle stehen; sie liegt etwas weiter oben und muss der Notre-Dame du Châtelard geweiht gewesen sein. Die typisch romanische Kapelle verfiel über die Jahrhunderte, bis sie 1663 ganz zerstört und anschließend unter der Aufsicht von Alessandro Boffa, einem Bürger von Châtillon, der auch die Kapelle Notre-Dame-de-Grâce am Ende der alten, romanischen Brücke bauen ließ, wieder aufgebaut wurde. Die Kapelle heißt Saint-Clair.
Die Kapelle verfiel erneut zu einer Ruine und wurde 1878 erneut wiederaufgebaut, und zwar im Auftrag von Joseph-Auguste Duc; sie erhielt ihr heutiges Aussehen im neugotischen Stil, außen vollkommen weiß und innen mit einem Gewölbe, das mit dem Fresko eines blauen Nachthimmels mit gelben Sternen versehen ist. Über dem Eingangsportal findet sich innen auch noch eine kleine, hölzerne Orgel, die – ebenso wie der Altar – ebenfalls in neugotischem Stil gehalten ist.
Jedes Jahr am Ostermontag ziehen, nach einer vermutlich mittelalterlichen Tradition, die Einwohner von Châtillon in einer Prozession von der dem Heiligen Petrus geweihten Pfarrkirche zur Kapelle.